# Creugas silvaticus
Creugas silvaticus is een spinnensoort uit de familie van de loopspinnen (Corinnidae).
De wetenschappelijke naam van de soort werd in 1937 als Corinna silvatica gepubliceerd door Arthur Merton Chickering.